# Christianisierung Schwedens

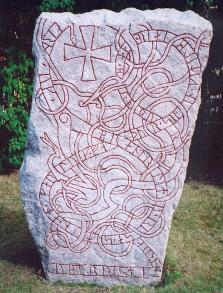
Christlicher Runenstein

Die Christianisierung Schwedens begann im Frühmittelalter im 9. Jahrhundert und erstreckte sich bis in das 13. Jahrhundert. Sie war Teil der Christianisierung Skandinaviens, die ihren Höhepunkt im 10. und 11. Jahrhundert hatte.
In der folgenden Darstellung ist die Provinz Skåne nicht berücksichtigt, da sie damals zu Dänemark gehörte, in dem der Christiansierungsprozess früher begann und teilweise anders verlief. Skåne entwickelte sich darüber hinaus durch die Errichtung des Erzbistums Lund zum kirchlichen Zentrum Dänemarks. Ebenfalls ist zu berücksichtigen, dass der Norden Skandinaviens – die Heimat der Samen – damals noch kein Landesteil Schwedens war. Die Christianisierung der indigenen Bevölkerung begann im Mittelalter, wurde seit 1520 intensiviert, nahm im 17. Jahrhundert zum Teil gewalttätige Züge an und fand mit dem Verbot der alten germanischen Religion im 18. Jahrhundert offiziell ihren Abschluss. (→ siehe auch Religion der Samen)

## Erste Missionierungsversuche (9. Jahrhundert)

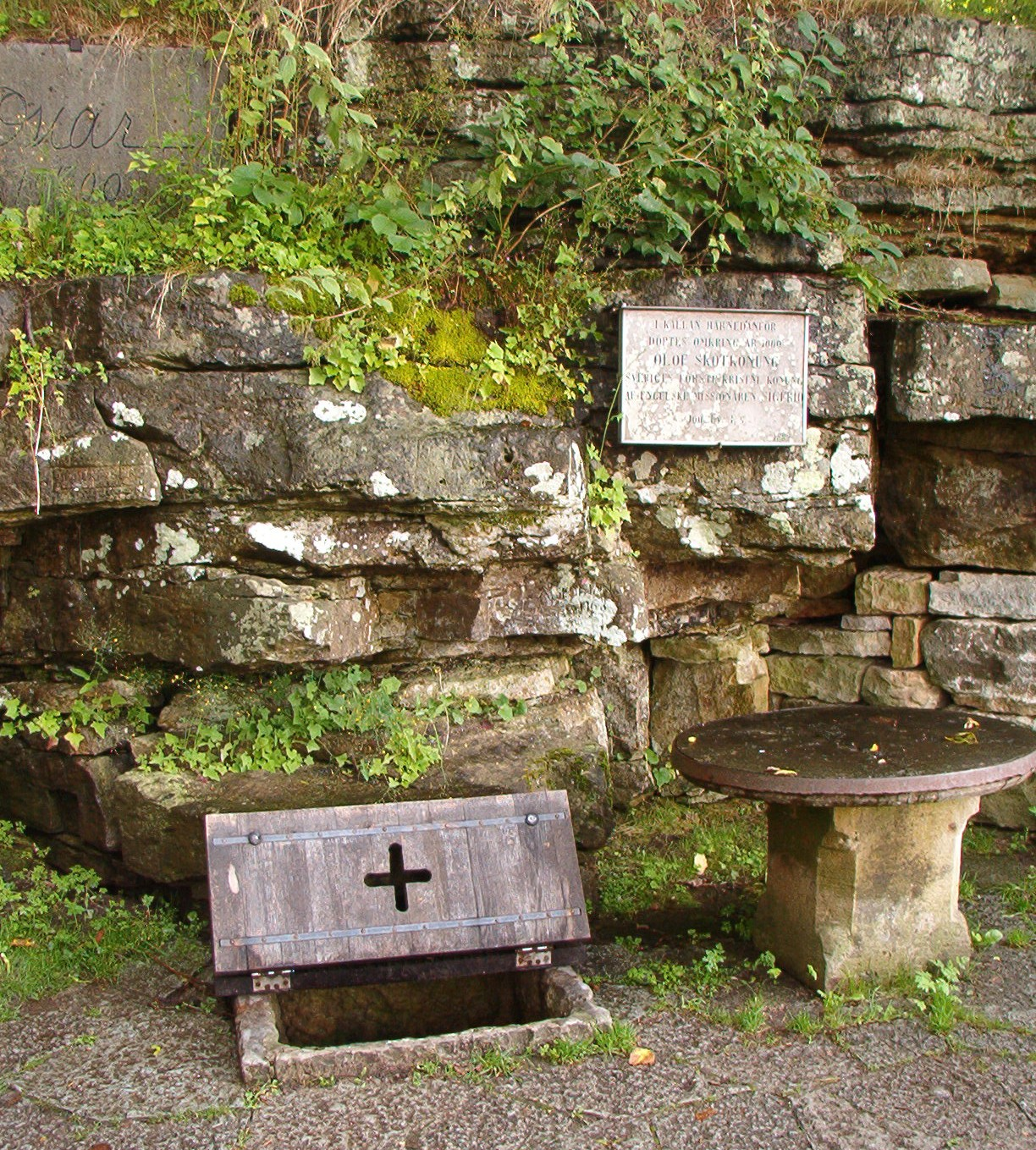
Kirchenquelle Husaby: Hier soll König Olof Skötkonung getauft worden sein

Die ersten Kontakte mit der christlichen Lehre erfolgten auf den Wikingerzügen. Im Osten stifteten Svear und Guten (von Gotland) Bekanntschaft mit der griechisch-orthodoxen Kirche, auf die sie sowohl in Byzanz als auch im slawischen Missionsgebiet stießen. In den Zügen nach Westen und Süden stießen die Wikinger mitunter auf bereits christianisierte Angelsachsen und das Frankenreich. Die engen Beziehungen zwischen England einerseits und Dänemark und Norwegen andererseits führten zu einer angelsächsischen Mission in Skandinavien, wovon spätere Heiligenlegenden (aus dem 15. Jh.), wie die vom Hl. Sigfrid, der Olof Skötkonung getauft haben soll, und vom Hl. Eskil, der der Stadt Eskilstuna den Namen gab, berichten. Gleichzeitig bildete sich im Rahmen der fränkischen Expansionsbestrebungen ein zweites Missionszentrum für den Norden, nämlich das Erzbistum Hamburg. Beide konkurrierten miteinander. Während Dänemark schon im 10. Jahrhundert formal in die deutsche Kirchenorganisation eingegliedert wurde, dauerte es bis zum Beginn des 12. Jahrhunderts, bis Hamburg endgültig die Oberhand über den angelsächsischen Einfluss gewann.
Der erste bekannte Versuch, eine Kirche in Schweden zu gründen, wurde – wie von Rimbert beschrieben – im Jahr 829 von Hamburg aus durch Ansgar unternommen. Ansgar reiste nach Birka, dem schwedischen Handelszentrum dieser Zeit, und wurde vom König freundlich empfangen. Er bekam die Erlaubnis zu predigen, und mit der Zeit ließ sich der Vogt Hergeir taufen. Kurz danach ließ Hergeir eine Kirche auf einem privaten Grundstück bauen. Als Ansgar Birka eineinhalb Jahre später verließ, gab es eine kleine Gemeinde in Birka. Nicht nur christliche Sklaven, sondern auch nichtschwedische christliche Handelsleute, die sich zeitweilig in Birka aufhalten, gehörten zur Gemeinde. Ansgar sandte einen Hilfsbischof nach Birka, der aber vertrieben wurde. Am Beginn der 850er Jahre kam Ansgar ein zweites Mal nach Birka, um die Kirche zu reorganisieren. Aber auch dieser zweite Versuch hatte nur wenige Jahre Bestand.
Zum Zeitraum danach gibt es keine Quellen. In Adam von Bremens Chronik des Erzbistums Hamburg aus den 1070er Jahren wird von einer Reise des Erzbischofs Unni von Hamburg nach Birka berichtet, die 935 stattgefunden haben soll. Von der ehemaligen Gemeinde sei nichts übrig gewesen, und Erzbischof Unni habe von Neuem eine Gemeinde gründen müssen. Auch was danach geschah, ist in Dunkel gehüllt.

## Christianisierung Schwedens (11. Jahrhundert)

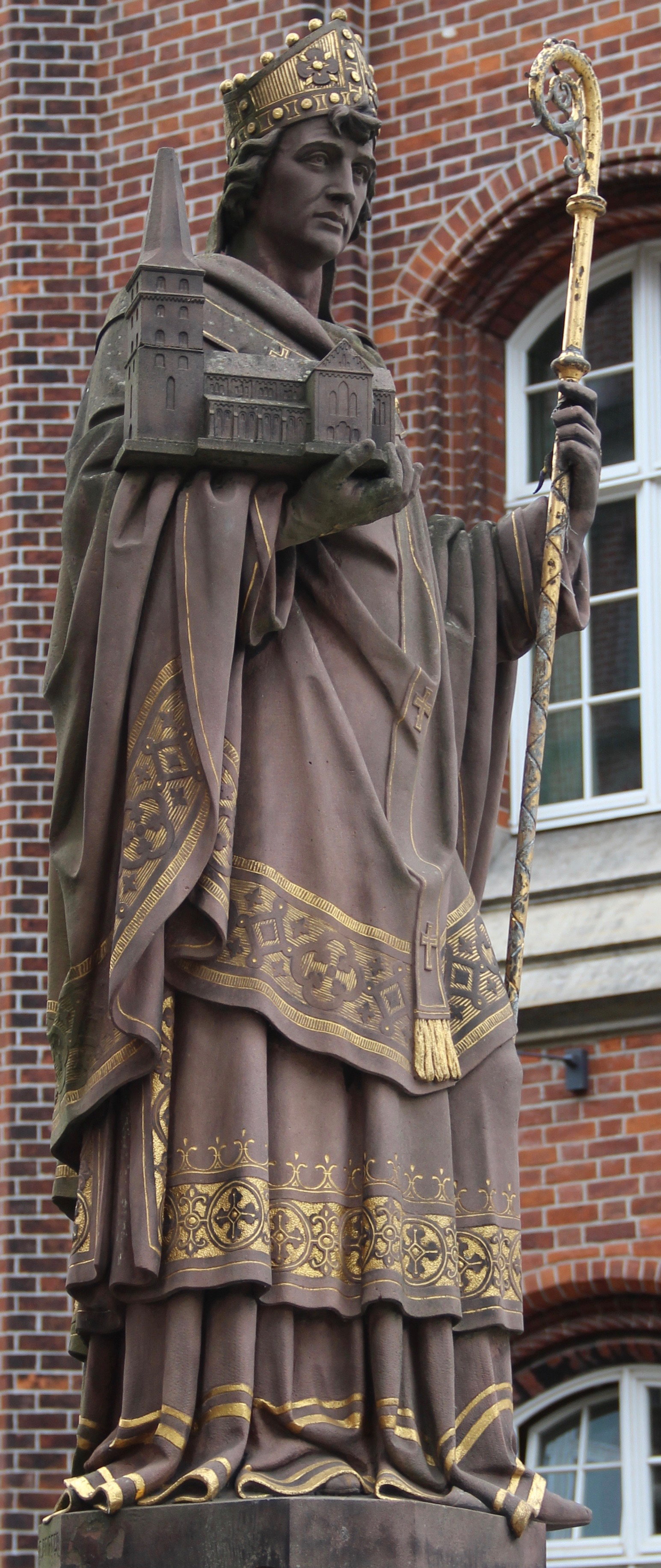
Erzbischof Ansgar

Die Beschreibung der Ereignisse um 1000 und danach durch Adam von Bremen sind etwas zuverlässiger. Als ersten christlichen König nennt Adam Erik Segersäll, der in Dänemark getauft worden sei. Doch nach seiner Rückkehr nach Uppsala sei er vom rechten Glauben wieder abgefallen. Dessen Sohn Olof Eriksson (Skötkonung) war der erste König, der aktiv für das Christentum eintrat. Er ließ sich „der Legende nach“ um das Jahr 1000 vom Hl. Sigfrid, einem englischen Missionsbischof, in Husaby taufen. Münzfunde aus Sigtuna, die auf die 990er Jahre datiert werden, zeigen Olof Eriksson als christlichen König. Der erste Bischofssitz wurde nicht weit von Husaby entfernt in Skara errichtet, und wahrscheinlich unter Stenkils (1060–1066) Regierung wurde ein weiterer Bischofssitz in Sigtuna gegründet. Aber als Adam von Bremen sein Werk abschloss, waren beide Bischofssitze vakant. Aus der englischen Kirche sind offenbar auch Cluniazenser nach Schweden gekommen. Die Nachrichten darüber sind spärlich und unsicher. Der hl. David soll Abt eines englischen Cluniazenserklosters gewesen und vom Hl. Siegfried zur Mission nach England gesandt worden sein. Papst Gregor VII. zeigt sich in einem Schreiben vom 4. Oktober 1080 an den schwedischen König froh darüber, dass die „Gallicana ecclesia“ nun im schwedischen Reich keine anderen Lehren verbreitet, als die aus dem Schatz der Heiligen Römischen Kirche.
Am stärksten dürfte der Widerstand gegen die neue Religion in Svealand gewesen sein. Wie und wann der Widerstand des Heidentums gebrochen wurde, ist unbekannt. Es gibt zwar eine Sage über den heidnischen König Blotsven (Opfer-Sven), der von seinem Schwager, dem christlichen König Inge, gestürzt wird, doch ist die Existenz von Blotsven nicht historisch gesichert (wohl aber die des Königs Inge). Ein Verzeichnis über Bischofssitze in Schweden aus dem Jahr 1120 nennt eine Reihe von Orten, die als Skara, Sigtuna, Linköping, Eskilstuna, Strängnäs und Västerås identifiziert werden können. Doch kann man in diesem Zusammenhang noch nicht von Bistümern sprechen, eher von Missionsbischöfen und deren Missionsgebiet. Besonders Sigtuna hatte große Schwierigkeiten, sich zu behaupten.
Die Ausdrücke für das Wort „Seele“ auf den christlichen Runensteinen („Gott helfe seiner Seele“) variieren und zeigen den Einfluss englischer oder deutscher Missionare. Erik Brate zeigte, dass die Ausdrücke „sāl“, „saul“ und „sōl“ auf angelsächsischen, die Ausdrücke „sial“, „siol“, oft auch „sil“, „sel“ auf niederdeutschen Sprachgebrauch zurückgehen. Das Wort „kirikia“ geht ebenfalls auf das Angelsächsische zurück. Auf diese Weise ließ sich zeigen, dass im Österrekarne härad in Södermanland vor 1050 eine geschlossene englische Mission stattgefunden hat. Der Widerstand dagegen zeigt sich durch zwei Runensteine am Rande dieses Gebietes in Vesterrekarne härad, wo die Gedenkinschrift auf dem einen demonstrativ einen Thorhammer und eine Thormaske trägt, und auf dem anderen der Thorhammer dort platziert ist, wo auf christlichen Steinen das Kreuz zu stehen pflegt. Der intensive Einsatz englischer Missionare führte in Schweden auch zu Spannungen mit dem Erzbistum Hamburg. Im 11. Jahrhundert kam es zu einer heftigen heidnischen Reaktion, infolge derer die bisher dort eingesetzten Bischöfe bis auf Egino flohen.
Der englisch-dänische Mönch Aelnoth berichtet in seiner Knutslegende vom Beginn des 12. Jahrhunderts über die schwache Verankerung des christlichen Glaubens. “Svear und Göten scheinen, solange alles nach Wunsch und glücklich verläuft, den christlichen Glauben dem Namen nach in Ehren zu halten, aber sowie die Stürme des Unglücks in Form von Missernten, Trockenheit, Sturm und Unwetter, feindliche Angriffe oder Feuer über sie kommen, verfolgen sie den Glauben, den sie dem Namen nach zu ehren scheinen, und nicht nur mit Worten, sondern auch durch Taten, indem sie sich an den Christusgetreuen rächen und sie vollständig aus dem Lande zu vertreiben suchen.” Die Auseinandersetzung zwischen Heiden- und Christentum handelt in erster Linie um kultische Fragen. Unglücke und Katastrophen wurden darauf zurückgeführt, dass die Opfer an die alten Götter vernachlässigt worden seien. Das erklärt auch den starken Widerstand in Svealand, in dem sich das kultische Zentrum, nämlich der Tempel von Uppsala, befand. Die größten Rückschläge erfolgten (teils nachweisbar, teils sehr wahrscheinlich) als Folge des alle 9 oder 10 Jahre abgehaltenen Reichsopfers zur Frühjahrs Tagundnachtgleiche. Jahre, in denen die Karwoche und die Opferwoche zusammenfielen, müssen besonders aggressive Bewegungen hervorgerufen haben. In einem solchen Zusammentreffen wurde wahrscheinlich der Missionsbischof Eskil von Södermanland in Strängnäs von Rückkehrerscharen aus Uppsala „tempore passionis Christi“ also wohl an einem Karfreitag, erschlagen. Der König, der zu dieser Zeit kaum politische Macht hatte, das Reich war ein loser Bund von Ländern, bezog seine Legitimation aus seiner sakralen Rolle als Leiter der Opfer im zentralen Heiligtum.
Daher fällt besonders auf, dass es auf den Runensteinen keine Anzeichen von Synkretismus gibt. Die Runensteine scheinen in Zeiten der Auseinandersetzung eher ein bewusstes und deutliches Zeichen der eindeutigen Religionszugehörigkeit gewesen zu sein. Das drückt sich auch in der Reaktion aus: Während es zuvor bei Runensteinen nicht üblich war, Glaubenssymbole, wie den Thorshammer darzustellen, kam mit der Zunahme der Christianisierung, bei den Heiden die bekenntnishafte Aufnahme von Thorshammer und Thorsmaske im 11. Jahrhundert auf Runensteinen und Schmuckketten auf.
Die Mission richtete sich von Anfang an die Oberschicht, Könige, Stammeshäuptlinge sowie die Oberhäupter der einzelnen Clans, und die Christianisierung erfolgte demgemäß von oben nach unten. Dies wird an den Runensteinen mit christlichen Symbolen aus dem 11. Jahrhundert deutlich, die nur von bedeutenden oder wohlhabenden Mitgliedern der Gesellschaft errichtet werden konnten. Der Grund dafür mochte auch sein, dass die Kirche in Schweden bereits früh die Tendenz zur Loslösung vom Erzbistum Hamburg-Bremen hatte, was eine Parallele zu den entsprechenden Bestrebungen in Dänemark und Norwegen hätte. Für die Kirche waren Voraussetzung für ein eigenes Erzbistum der Übertritt des Herrschers und des Adels, dann auch eines überwiegenden Teil des Volkes. Hinzukommen musste eine wenigstens ansatzweise Institutionalisierung des religiösen Lebens durch eine Diözesan- und Pfarrorganisation, das Vorhandensein klösterlichen Lebens und die nationale Unabhängigkeit und Fixierbarkeit des Territoriums.
Mit dem Übergang zum Christentum verloren die ersten christlichen Könige ihre Funktion als Oberpriester und es entstand eine Konkurrenzsituation, in der Gamla Uppsala als religiöses Zentrum des alten Glaubens einen Machtfaktor darstellte, der nicht länger von den christlichen Königen beherrscht werden konnte. Die Auseinandersetzungen gaben Anlass zu der Geschichte vom Kampf gegen den oben schon genannten, vielleicht mythischen Blotsven. Aber auch die Verlegung des Bistums Sigtuna nach Uppsala und die spätere Errichtung des schwedischen Erzbistums im Zentrum des heidnischen Kultes um 1164 sind als Maßnahmen zu sehen, um die Kontrolle über diesen Machtfaktor zu erlangen.
Gleichzeitig überführten die Könige ihre Stellung als religiöses und kultisches Oberhaupt der Gesellschaft auf die neue Kirche. Gewisse Satzungen in den Landesgesetzen aus dem 13. Jahrhundert können noch als Reste dieser Übergangszeit interpretiert werden. So werden z. B. im älteren Västgötalagen Bischöfe vom Volk gewählt und vom König eingesetzt, und im Östgötalagen soll der König den Bau von Kirchen initiieren.

## Der Aufbau einer kirchlichen Organisation (12. Jahrhundert)
Wann die Missionstätigkeit endete, ist schwer zu sagen, doch erreichte der Aufbau einer kirchlichen Organisation mit der Errichtung des Erzbistums Uppsala seinen Höhepunkt.
Die schwedischen Länder gehörten am Beginn zum Missionsgebiet des Erzbistums Hamburg-Bremen, das gegen Ende des 11. Jahrhunderts die gesamte Kirche Skandinaviens beherrschte. Eine Loslösung war erst nach Abschluss der Mission möglich. Vermutlich um 1053 bemühte sich der Kleriker Osmund bei Papst Leo IX. um eine Bischofsweihe für Schweden, die diesem jedoch vorerst verwehrt wurde. Er erhielt sie schließlich von einem polnischen  Erzbischof und trat dann selbst als Erzbischof in Schweden auf, was für Unmut bei Adalbert von Hamburg-Bremen sorgte. Da ein n. 1026 ausgestelltes Privileg dem Erzbischof von Hamburg-Bremen die Weihe zusicherte.
Eine Loslösung wurde durch das Schisma im Rahmen des Investiturstreites möglich. 1103/04 wurde Dänemark, das den Papst gegen einen vom Römischen Reich eingesetzten Gegenpapst unterstützte, durch die Errichtung des Erzbistums Lund von Hamburg unabhängig. Der Erzbischof von Lund war nun für ganz Skandinavien und einige Inseln in der Nordsee verantwortlich. Eine ähnliche Situation 60 Jahre später, in der nun Dänemark auf Seiten eines Gegenpapstes stand, führte 1164 zur Errichtung eines Erzbistums für Schweden in Uppsala.
Zu dieser Zeit hatten auch die Bistümer deutlichere Grenzen und eine stabilere Stellung unter der Jurisdiktion des Bischofs bekommen. Sigtuna und Eskilstuna waren als Bistümer verschwunden, neu hinzu kamen Växjö und im 13. Jahrhundert Åbo (heute Finnland). Die Organisation der Kirche auf lokaler Ebene dauerte etwas länger. Erst im 13. Jahrhundert war die Einteilung der Bistümer in Kirchspiele (schwed. socken) soweit abgeschlossen, dass die Erhebung des Zehnten im größten Teil des Reiches funktionierte. Für den Zehnten galt bis zur Mitte des 13. Jahrhunderts die Regelung, dass der Priester ein Drittel erhielt, der Rest wurde noch einmal gedrittelt für die Bischöfe, die Kirchenunterhaltung und die Armen. Daneben gab es noch den Hauptzehnten als freiwillige Abgabe.

## Stabilisierung der Kirche (13./14. Jahrhundert)

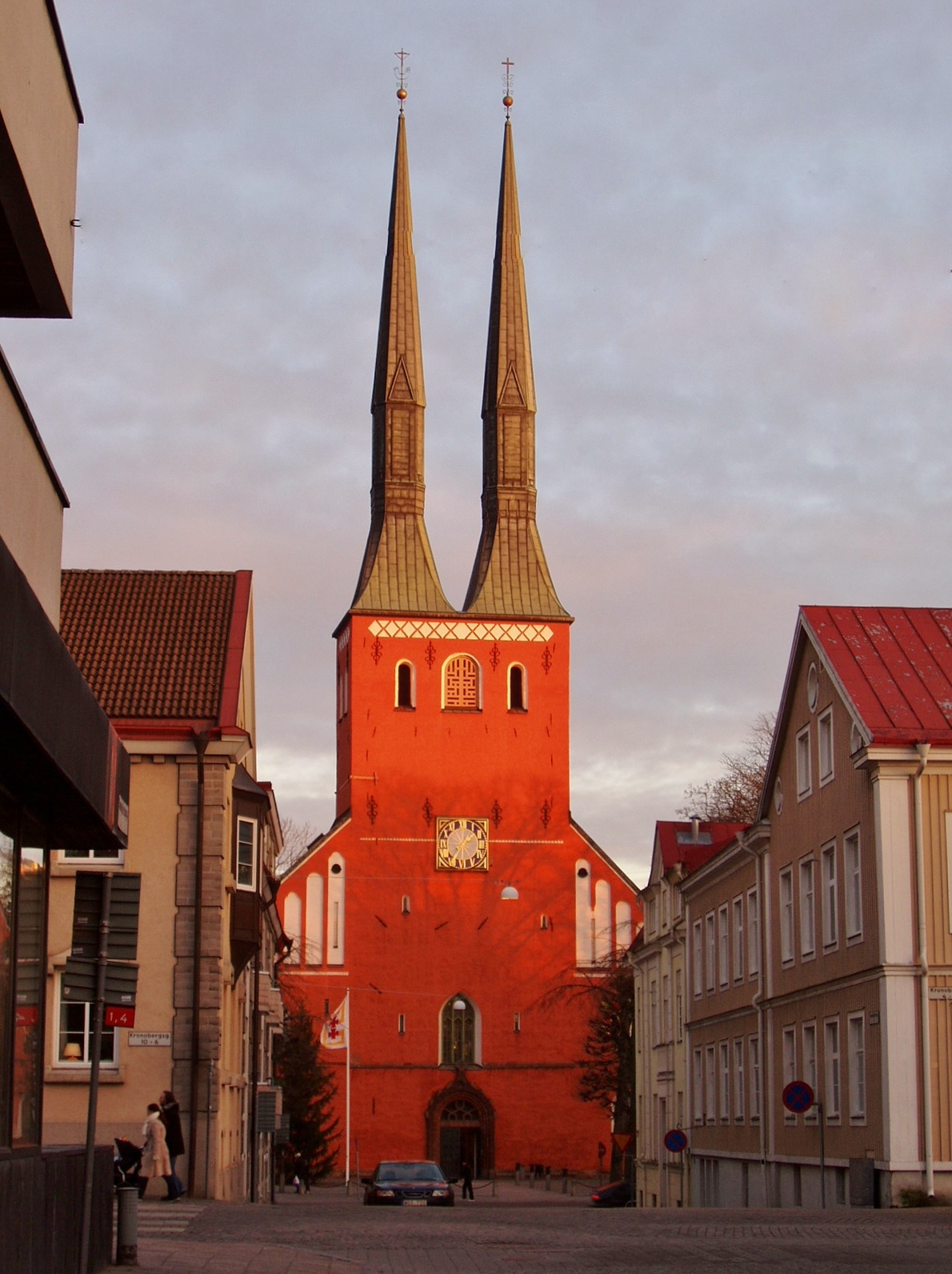
Dom zu Växjö

In weiterer Folge kämpfte die Kirche um eine Loslösung vom Staat. Dies umfasste vor allem freie Bischofswahl und Einsetzung von Priestern durch die Kirche, Immunität gegenüber dem weltlichen Rechtssystem und Befreiung von Steuern und anderen Abgaben sowie Einführung des Zölibats. In all diesen Punkten kam die Kirche in Konflikt mit den Normen der mittelalterlichen schwedischen Gesellschaft. Das 13. und 14. Jahrhundert sind geprägt vom Versuch, die Prinzipien des kanonischen Rechts gegenüber dem germanischen Rechtssystem der Gesellschaft durchzusetzen.
Die traditionelle Wahl des Priesters in der Gemeinde wurde durch ein Vorschlagsrecht ersetzt, bei dem der Bischof die Wahl genehmigen musste. Noch größere Unabhängigkeit erreichte die Kirche bei der Investitur der Bischöfe. Noch 1220 wurde der Erzbischof von Uppsala vom Klerus und dem Volk gewählt. Die kirchliche Forderung nach einer Bischofswahl durch das Domkapitel scheiterte daran, dass es in Schweden keine Domkapitel gab. Der Besuch des päpstlichen Legaten Wilhelm von Sabina 1247/48 führte in Verhandlungen mit dem Reichsverweser Birger Jarl zu einer Regelung im Sinne der Kirche, und in den folgenden Jahrzehnten wurden Domkapitel in allen Bischofsstädten eingerichtet. Auf dem Kirchentreffen von Skänninge 1248 wurde u. a. auch den Zölibat für Priester festgelegt.
Ein weiterer wichtiger Punkt, der im Kirchentreffen von Skänninge aufgegriffen wurde, betraf die Eigentumsverhältnisse. Nach schwedischem Gewohnheitsrecht konnte über Grundbesitz nicht frei verfügt werden. Grundbesitz konnte nur innerhalb des Geschlechts vererbt werden und auch nicht frei veräußert (verkauft bzw. verschenkt) werden. Dies führte zu Problemen bei Donationen, aber auch bei der Frage bezüglich des Nachlasses von Priestern, die ja oft aus der besitzenden Schicht kamen. Dem stand der kirchliche Standpunkt gegenüber, dass der Einzelne frei über seinen Besitz verfügen könne. Eine einheitliche Lösung für diesen Gegensatz konnte nicht gefunden werden.
Aufgrund des umfassenden Grundbesitz der Kirche und vor allem der Klöster und damit der steigenden Anzahl von Personen im Dienst der Kirche und deren Verwaltung wurde die Forderung nach Immunität immer wichtiger. Dies galt einerseits der Forderung nach rechtlicher Immunität mit eigenen Kirchengerichten für Mitglieder und Angestellte der Kirche, andererseits nach steuerlicher Immunität, also der Befreiung von Steuern und anderen Naturalabgaben. Die Gegensätze zwischen den kirchlichen und weltlichen Interessen führten dazu, dass bei der Ausarbeitung des ersten Reichsgesetzes unter Magnus Eriksson (Magnus Erikssons landslag) in der Mitte des 14. Jahrhunderts kein Abschnitt zur Kirche aufgenommen wurde. Anstelle dessen galt der entsprechende Abschnitt im alten Landesgesetz von Uppland bis über die Reformationszeit hinaus. Die Steuerfreiheit der Kirche wurde durch königliche Privilegien gewährt, aber in Schweden galten königliche Privilegien nur während der Regierungszeit des Königs und mussten danach erneuert werden. Nachdem König Magnus Ladulås Ende des 13. Jahrhunderts sich geweigert hatte, die kirchlichen Steuerprivilegien zu erneuern, fertigte sein Nachfolger Birger Magnusson allgemeine Steuerprivilegien für die Kirche aus. In der Praxis führte das dazu, dass das Krönungsjahr 1302 danach eine Grenze bildete. Zuvor erworbener Grundbesitz war steuerbefreit, nicht aber danach erworbener Besitz.